# لوتوف اس-۱۳
لوتوف اس-۱۳ (به انگلیسی: Letov_Š-13) یک هواگرد ملخ‌پیشین تک‌موتوره از نوع هواپیمای جنگنده ساخت شرکت لتوف کبلی است. هواگرد لوتوف اس-۱۳ نخستین پروازش را در ۱۹۲۴ میلادی انجام داد. در مجموع، تعداد ۱ فروند از این هواگرد ساخته شده‌است.
طراح این هواگرد، Alois Šmolik بود.